# Mey (Moselle)
Mey település Franciaországban, Moselle megyében. Lakosainak száma 308 fő (2022. január 1.). Mey Nouilly, Vantoux és Vany községekkel határos.

## Népesség
A település népességének változása:
| Lakosok száma | 83   | 147  | 165  | 203  | 299  | 282  | 267  | 294  | 308  | 308  |
|               | 1968 | 1982 | 1990 | 2006 | 2013 | 2015 | 2017 | 2019 | 2020 | 2022 |